# Les Sables-d’Olonne Agglomération
Die Les Sables-d’Olonne Agglomération (offizielle Schreibweise: Les Sables d’Olonne Agglomération) ist ein französischer Gemeindeverband mit der Rechtsform einer Communauté d’agglomération im Département Vendée in der Region Pays de la Loire. Sie wurde am 12. Dezember 2016 gegründet und umfasst aktuell fünf Gemeinden. Der Verwaltungssitz befindet sich in der Gemeinde Les Sables-d’Olonne.

## Historische Entwicklung
Der Gemeindeverband entstand mit Wirkung vom 1. Januar 2017 durch die Fusion der Vorgängerorganisationen
- Communauté de communes des Olonnes sowie
- Communauté de communesde l’Auzance et de la Vertonne

sowie dem gleichzeitigen Beitritt der Gemeinde Saint-Mathurin.
Mit Wirkung vom 1. Januar 2019 gingen die ehemaligen Gemeinden Les Sables-d’Olonne, Château-d’Olonne und Olonne-sur-Mer in die Commune nouvelle Les Sables-d’Olonne auf. Dadurch verringerte sich die Anzahl der Mitgliedsgemeinden auf fünf.

## Mitgliedsgemeinden
| Gemeinde                          | Einwohner 1. Januar 2022 | Fläche km² | Dichte Einw./km² | Code INSEE | Postleitzahl        |
| --------------------------------- | ------------------------ | ---------- | ---------------- | ---------- | ------------------- |
| L’Île-d’Olonne                    | 2.805                    | 19,23      | 146              | 85112      | 85340               |
| Les Sables-d’Olonne               | 48.740                   | 85,66      | 569              | 85194      | 85100, 85180, 85340 |
| Sainte-Foy                        | 2.592                    | 15,62      | 166              | 85214      | 85150               |
| Saint-Mathurin                    | 2.443                    | 23,51      | 104              | 85250      | 85150               |
| Vairé                             | 1.951                    | 28,12      | 69               | 85298      | 85150               |
| Les Sables-d’Olonne Agglomération | 58.531                   | 172,14     | 340              | –          | –                   |